# Dieter Van Tornhout
Dieter van Tornhout (ur. 18 marca 1985 w Gandawie) – belgijski piłkarz, występujący na pozycji napastnika.

## Kariera
Van Tornhout zawodową karierę rozpoczynał w 2003 roku w Club Brugge. W Eerste klasse zadebiutował 30 listopada 2003 w wygranym 4:2 meczu z Excelsiorem Mouscron. W sezonie 2003/2004 wywalczył wraz z zespołem wicemistrzostwo Belgii, a w kolejnym sezonie mistrzostwo Belgii. Na początku 2006 roku został wypożyczony do holenderskiej Sparty Rotterdam. 
W połowie tego samego roku został graczem Rody JC Kerkade. Pierwsze ligowe spotkanie rozegrał tam 19 sierpnia 2006 przeciwko Excelsiorowi (1:0). W 2009 roku odszedł z Rody do Enosis Neon Paralimni. Następnie występował w zespołach Nea Salamina Famagusta, Kilmarnock, Royal Antwerp FC, KSV Roeselare, KRC Gent oraz KSV Oudenaarde.
| Sezon   | Klub                   | Kraj     | Rozgrywki                 | Mecze | Bramki |
| ------- | ---------------------- | -------- | ------------------------- | ----- | ------ |
| 2003/04 | Club Brugge            | Belgia   | Eerste Klasse             | 1     | 0      |
| 2004/05 | Club Brugge            | Belgia   | Eerste Klasse             | 12    | 3      |
| 2005/06 | Club Brugge            | Belgia   | Eerste Klasse             | 1     | 0      |
| 2005/06 | Sparta Rotterdam       | Holandia | Eredivisie                | 14    | 1      |
| 2006/07 | Roda JC Kerkrade       | Holandia | Eredivisie                | 25    | 2      |
| 2007/08 | Roda JC Kerkrade       | Holandia | Eredivisie                | 19    | 2      |
| 2008/09 | Roda JC Kerkrade       | Holandia | Eredivisie                | 5     | 0      |
| 2009/10 | Roda JC Kerkrade       | Holandia | Eredivisie                | 3     | 0      |
| 2009/10 | Enosis Neon Paralimni  | Cypr     | Protathlima A’ Kategorias | 25    | 12     |
| 2010/11 | Enosis Neon Paralimni  | Cypr     | Protathlima A’ Kategorias | 25    | 6      |
| 2011/12 | Nea Salamina Famagusta | Cypr     | Protathlima A’ Kategorias | 15    | 2      |
| 2011/12 | Kilmarnock             | Szkocja  | Scottish Premier League   | 11    | 1      |
| 2012/13 | Royal Antwerp FC       | Belgia   | Tweede klasse             | 25    | 8      |
| 2013/14 | KSV Roeselare          | Belgia   | Tweede klasse             | 28    | 8      |
| 2014/15 | KRC Gent               | Belgia   | Derde klasse              | 14    | 4      |
| 2015/16 | KSV Oudenaarde         | Belgia   | Derde klasse              | 31    | 16     |